# SinAI ~Migite no cutter to hidarite no drug to kusuriyubi no fukai ai to~
SinAI ~Migite no cutter to hidarite no drug to kusuriyubi no fukai ai to~ (SinAI〜右手のカッターと左手のドラッグと薬指の深い愛と〜?, SinAI ~Migite no kattā to hidarite no doraggu to kusuriyubi no fukai ai to~) è il quindicesimo singolo della rock band visual kei giapponese Vidoll. È stato pubblicato il 24 maggio 2006 dalla label indie UNDER CODE PRODUCTION.
Il disco è stato stampato in tre versioni in confezione jewel case con copertine variate ed in allegato un DVD, contenente ognuno un videoclip differente di tre canzoni presenti su Deathmate, il precedente EP dei Vidoll; allo stesso modo, i videoclip per la title track e la b-side di questo singolo saranno presenti sul singolo successivo della band Nectar. Tre DVD contenenti il making of dei tre videoclip saranno poi distribuiti gratuitamente durante tre concerti nell'estate del 2006.

## Tracce
Dopo il titolo è indicata fra parentesi "()" la grafia originale del titolo.
1. SinAI ~Migite no cutter to hidarite no drug to kusuriyubi no fukai ai to~ (SinAI〜右手のカッターと左手のドラッグと薬指の深い愛と〜?) - 4:29 (Jui)
2. Gothikaroid (ゴシカロイド?) - 4:23 (Jui - Rame)

### DVD A
- Eliza (エリ−ザ?); videoclip

### DVD B
- Deathmate (Deathmate?); videoclip

### DVD C
- Kuroneko (黒猫?); videoclip

## Altre presenze
- SinAI ~Migite no cutter to hidarite no drug to kusuriyubi no fukai ai to~:
  - 22/11/2006 - V.I.D ~Very Important Doll~

## Formazione
- Jui - voce
- Shun - chitarra
- Giru - chitarra
- Rame - basso
- Tero - batteria, pianoforte